# براندبورغ ساحل الذهب
ساحل الذهب البراندبورغي و فيما بعد ساحل الذهب البروسي كانت جزء من ساحل الذهب غانا حاليا ومستعمرة لـ براندنبورغ بروسيا من 1682 إلى 1720 حتى باعها الملك فريدرش فيلهلم الأول ملك بروسيا مقابل 7200 الذهب البندقي لـ الشاطئ الهولندي الذهبي.

## ساحل الذهب البراندبورغي

خريطة لبراندبورغ ساحل الذهب

في ماي 1682 تأسست حديثا شركة براندبورغ الأفريقية التي تم منحها شركة مرخصة من طرف ملك فريدرخ فيلهلم ناخب براندنبورغ وأنشأت مستعمرة صغيرة في غرب إفريقيا تتكون من مستعمرتين من ساحل الذهب على خليج غينيا حول رأس ثلاث نقاط في غانا حاليا.

## ساحل الذهب البروسي
في 15 يناير 1701 تمت تغيير تسمية المستعمرة الصغيرة بـ ساحل الذهب البروسي عندما تأسست مملكة بروسيا التي حدثت بعد ثلاثة أيام وعندما توج فريدرش الأول ملك بروسيا نفسه ملكا على بروسيا وبعد ذللك أصبح يعرف باسم فريدرش الأول.
منذ 1711 إلى أبريل 1712 احتل الهولنديون حصن دوروثيا مرة أخرى وفي 1717 تم تخلي عن المستعمرة من قبل بروسيا، في 1721 تم بيع المستعمرة إلى الهولنديين وإعادة تسمية إلى الشاطئ الهولندي الذهبي.